# Родовид Банк
ОАО Родовид Банк (укр. Родовід Банк) — украинский универсальный коммерческий банк. Банк был создан в 1990 году как АКБ «Перкомбанк». В 2004 году его название было изменено на ОАО «Родовид банк». 26 февраля 2016 года банк был признан неплатёжеспособным.

## История
В 1990 году был основан АКБ «ПеркомБанк», к 2003 году занявший 97 место среди украинских банков по уровню активов и 67 место по уровню розничных кредитов.
В 2004 году он был приобретён новой командой менеджмента, председателем правления банка назначен Денис Горбуненко. Под его руководством введена программа оздоровления, где вместе со сменой названия на ОАО «Родовид банк» была разработана новая стратегия развития. Капитал Банка увеличен на 85 млн грн., расширялась региональная сеть.
Банк серьёзно пострадал из-за финансовго кризиса 2008—2009 годов, на его спасение правительство Юлии Тимошенко потратило 12,35 млрд гривен, ушедших на его докапитализацию. Сам Денис Горбуненко покинул должность председателя правления, его заменил бывший первый заместитель Дмитрий Егоренко.
По состоянию на 31 декабря 2009 года основным акционером банка было государство Украина (99,99 %). Доля иностранных инвесторов составила 0,002 %. Банк утратил статус банка с иностранными инвестициями. Банк входил в первую группу банков по классификации НБУ.
С 2011 года банк работал в статусе санационного, что его задачей предполагалось проведение в течение пяти лет эффективной работы с активами банков государственного сектора и возвращение государственных средств, направленных на собственную капитализацию. Это не было сделано из-за отсутствия в законодательстве механизма передачи и реализации проблемных активов и низкой результативности работы с собственными активами. В течение работы в этот период, банк смог только покрывать расходы, не давая дивидендов.
26 февраля 2016 года банк Родовид банк был признан НБУ неплатежеспособным и передан в Фонд гарантирования вкладов.

## Награды
- 2007 ОАО «РОДОВИД БАНК» является самым динамичным банком года по итогам всеукраинского конкурса «MasterCard Банк Года 2007» за приростом активов и розничного бизнеса.
- От международной платежной системы Visa, Банк получил награды за «Инновационные карточные программы» и «Успешное развитие ко-брендингових проектов». В том же году председатель правления «Родовид банка» Денис Горбуненко признан «Финансистом года» в конкурсе «Человек года 2007»[7].